# Vallentuna (đô thị)
Đô thị Vallentuna (tiếng Thụy Điển: Vallentuna kommun) là một đô thị ở hạt Stockholm của Thụy Điển. Thủ phủ là thị xã Vallentuna. Dân số thời điểm 31 tháng 12 năm 2000 là 25228 người.